# Парижская Коммуна (Волгоградская область)
Парижская Коммуна — хутор во Фроловском районе Волгоградской области России. Входит в Лычакское сельское поселение. Население 2 чел. (2010).

## География
Хутор расположен в центре Фроловского района, севернее города Фролово, в 20 км северо-восточнее поселка Лычак.

## Население
| 2010 |
| ---- |
| 2    |

## Инфраструктура
Есть пруд, места для рыбалки, охоты.

## Транспорт
Просёлочные дороги. Хутор стоит у дороги Фролово — Большой Лычак